# Tallinna Autobussikoondis

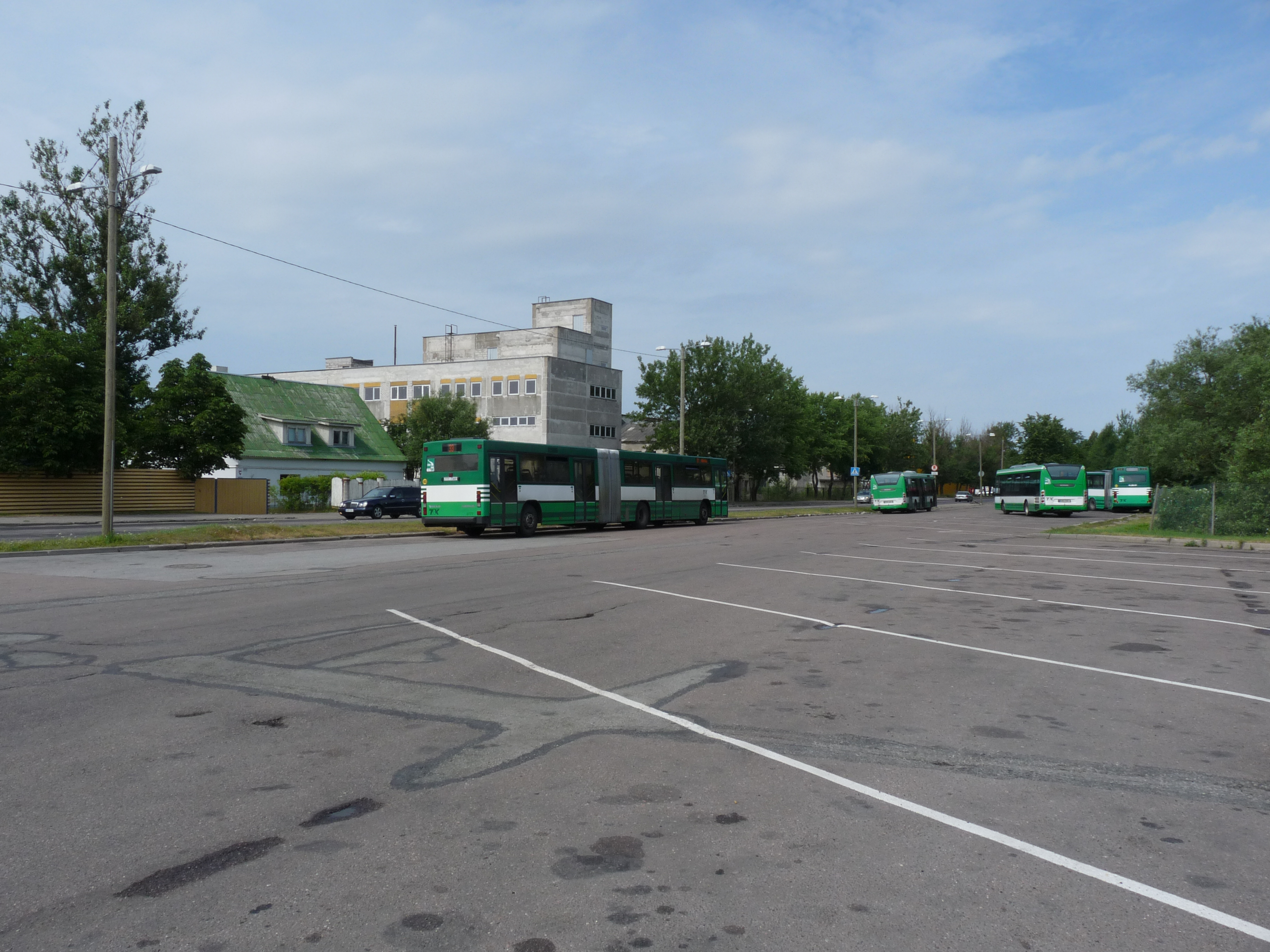

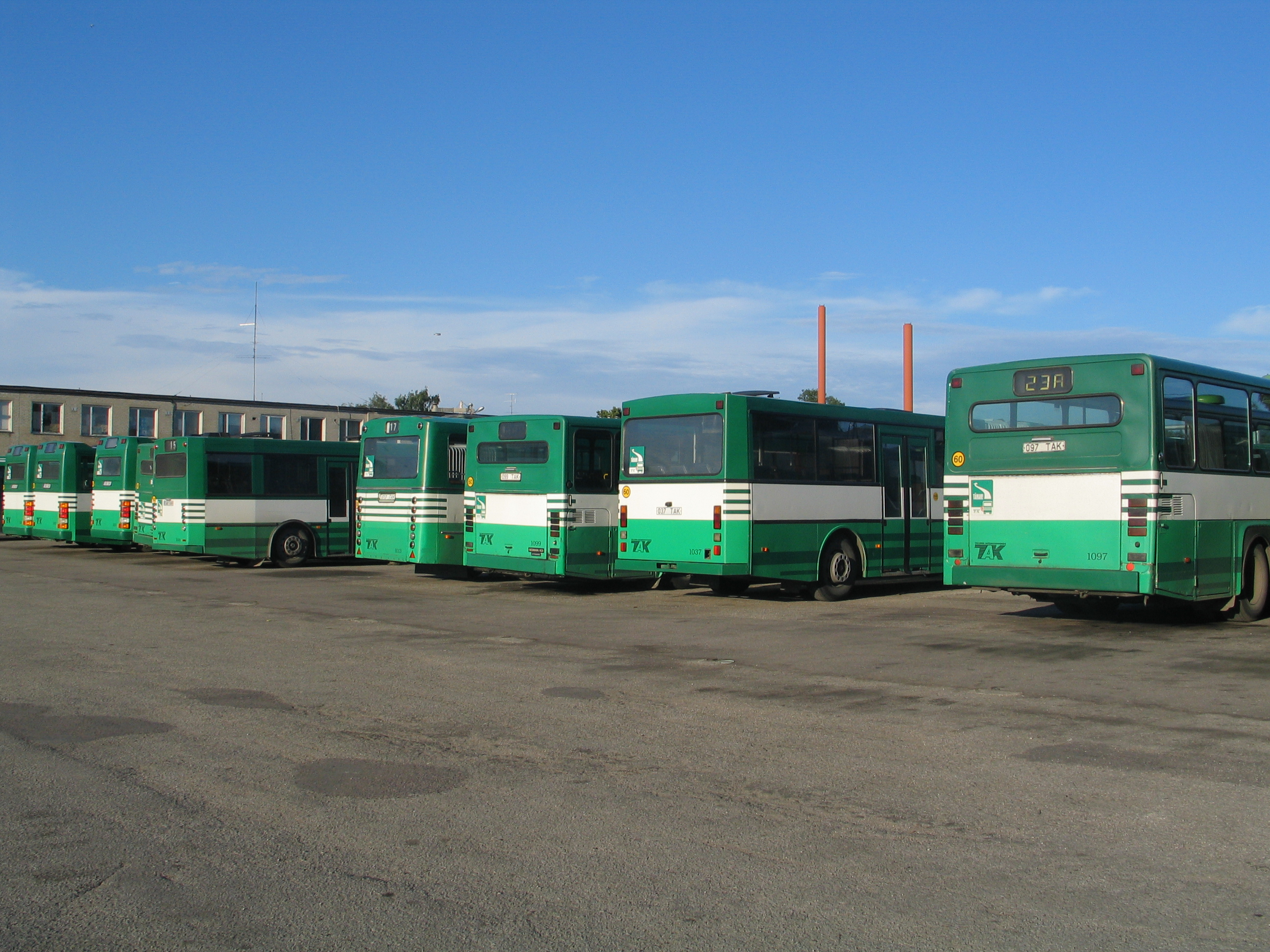

Tallinna Autobussikoondis, spesso abbreviato con l'acronimo TAK, è stato sino al 2012 il principale gestore di autobus nella città di Tallinn, capitale dell'Estonia.

## Generalità
Il servizio di trasporto pubblico urbano era svolto anche da filobus e tram che appartengono alla società TTTK, sigla di Tallinna Trammi- ja Trollibussikoondise AS; le due società sono state fuse nel 2012.

## Storia
La società TAK è nata nel 1945 come azienda statale ed in questa veste ha operato fino al 1993 quando, in seguito a una riorganizzazione nel settore dei trasporti, si è trasformata in un'azienda municipale di proprietà della città di Tallinn, limitando quindi il raggio d'azione alla sola area metropolitana della capitale.

## Esercizio
L'azienda, che gestiva oltre sessanta linee (alcune delle quali espresse), era strutturata in sette divisioni operative:
- Tallinna Linnaliinid: dirigeva le linee di autobus nella città.
- Busside Remont ja Hooldus: provvedeva alla manutenzione del parco aziendale.
- TAK Koolituskeskus: addestrava i conducenti non solo alla guida di autobus, ma anche di camion ed auto.
- TAK Kinnisvara: possedeva i beni immobili dell'azienda come edifici e stazioni di autobus.
- TAK Toitlustus: preparava le mense e distribuisce il cibo al personale.
- Burmani Willa: organizzava conferenze e dispone facilitazioni alberghiere.
- Kadaka Sport: offriva spazi ricreativi e sportivi.